# Armando Marçal
Armando Marçal de Souza (también conocido como Marçalzinho) es un percusionista brasileño. Nacido en Río de Janeiro, se inició en la música a los 14 años. Es el hijo de Mestre Marçal, uno de los más grandes directores de batería de escuela de samba de todos los tiempos (Portela Servido, Unidos da Tijuca y Viradouro), y nieto de Armando Marçal, compositor de sambas que junto con Alcebíades Barcelos (más conocido como Bide) formó uno de los más notables conjuntos en la historia de la samba.
En EE. UU. trabajó con artistas como Pat Metheny, como integrante de Pat Metheny Group, Paul Simon y Don Cherry. En Brasil ha actuado junto a grandes nombres de la música popular brasileña como Gal Costa, Jorge Benjor, Caetano Veloso, Djavan, Chico Buarque, João Bosco, Blitz, Ivan Lins, Elis Regina y Vanessa da Mata. Tocó en bandas como Paralamas do Sucesso y fue miembro de la banda de Lulu Santos.